# Amorphoscelis grisea
Amorphoscelis grisea är en bönsyrseart som beskrevs av Bolivar 1908. Amorphoscelis grisea ingår i släktet Amorphoscelis och familjen Amorphoscelidae. Inga underarter finns listade i Catalogue of Life.